# Heteromma krookii
Heteromma krookii là một loài thực vật có hoa trong họ Cúc. Loài này được (O.Hoffm. & Muschl.) Hilliard & B.L.Burtt mô tả khoa học đầu tiên năm 1971.